# Ианети (Озургетский муниципалитет)
Ианети (груз. იანეთი) — село в Грузии, на территории Озургетского муниципалитета края (мхаре) Гурия.

## География
Село находится в западной части Грузии, на правом берегу реки Супсы, на расстоянии приблизительно 8 километров (по прямой) к северо-западу от города Озургети, административного центра муниципалитета. Абсолютная высота — 61 метр над уровнем моря.

## Население
По результатам официальной переписи населения 2014 года, в Ианети проживало 236 человек (123 мужчины и 113 женщин). В национальной структуре населения грузины составляли 99,6 %, армяне — 0,4 %.
| Год  | Население, человек |
| ---- | ------------------ |
| 2002 | 270                |
| 2014 | ↘ 236              |